# Rogówko (powiat toruński)
Rogówko – wieś w Polsce położona w województwie kujawsko-pomorskim, w powiecie toruńskim, w gminie Lubicz.
W latach 1975–1998 miejscowość należała administracyjnie do województwa toruńskiego.